# Muttahida Majlis-e-Amal
Muttahida Majlis-e-Amal (MMA; en urdu: متحدہ مجلس عمل, "Consejo Unido de Acción") es una coalición política conformada por partidos políticos conservadores, islamistas, religiosos y ultraderechistas de Pakistán. En la década de 1990, el ulema Naeem Siddiqui, fundador de Tehreek-e-Islami, había propuesto una alianza entre todos los partidos políticos religiosos del país.
El político y clérigo Qazi Hussain Ahmad se esforzó para ese propósito, siendo fundado en 2002 en rechazo directo hacia las políticas dirigidas por el Presidente Pervez Musharraf por su apoyo a la Guerra en Afganistán. La coalición se consolidó su posición más densamente durante las elecciones generales de 2002. Jamiat Ulema-e-Islam (F) (JUI-F) dirigido por el clérigo Fazl-ur-Rahman, retuvo la mayor parte del impulso político en la coalición, aun cuando una porción el liderazgo proviene de Jamaat-e-Islami (JI). El MMA conservó el gobierno interino en la provincia de Jaiber Pastunjúa y mantuvo una alianza con la Liga Musulmana de Pakistán (Q) (LMP-Q) en Baluchistán. Sin embargo, se formularon y crecieron críticas y rechazo público contra la alianza.
A pesar de su conservadurismo, la coalición sobrevivió por un breve período, cuándo el JUI-F abandonó el MMA tras desacuerdos sobre el asunto de boicotear las elecciones generales de 2008. Posteriormente, el JUI-F se convirtió en miembro integrante del gobierno liderado por el izquierdista Partido del Pueblo Pakistaní (PPP), y rechazó revivir la coalición en 2012, en vísperas a las elecciones generales de 2013, en oposición al PPP.

## Contexto

### Registros académicos e históricos
La coalición MMA participó en las elecciones generales de 2002, bajo numerosos partidos islamistas unidos bajo una misma bandera. Los movimientos islamistas se definen como grupos que buscan llegar al poder, aplicando políticas bajo la inspiración del Corán y el Hadiz.  Históricamente, la literatura sobre el islamismo y las instituciones políticas musulmanes se han propagado a través del discurso orientalista, donde el rechazo hacia ciertos valores seculares, nacionales y posteriores a la Ilustración, han sido traducidos como parte de la naturaleza de estos movimientos.
De hecho, gran parte del islamismo y su ideología han sido criticadas como una plataforma para el fundamentalismo y el radicalismo, ya que se destacan movimientos políticos como Hezbolá, Hamás, y la revolución islámica de Irán. Sin embargo, obras etnográficas y de ciencias sociales han demostrado que el islamismo surge a través de intelectuales laicos de clase media, que residen principalmente en centros urbanos.

### Activismo y política
Los partidos políticos islamistas se unieron bajo una coalición en 1993, llamado ''Frente Islámico'', pero la competencia entre la conservadora Liga Musulmana de Pakistán (N) (LMP-N) y el izquierdista Partido del Pueblo Pakistaní (PPP), obligó a la coalición a dividirse cuando el JUI-F decidió optar su apoyo hacia la candidata del PPP, Benazir Bhutto, para hacer frente a la LMP-N. Durante la década de 1990, la influencia islámica en la política fue generalmente muy limitada en el público.
Tras los atentados terroristas del 11 de septiembre de 2001 en Estados Unidos, el extremismo religioso comenzó a crecer como respuesta ante la invasión de Estados Unidos a Afganistán, condenando la intervención militar estadounidense en el país vecino. Los partidos políticos islamistas formaron un think tank, llamado Consejo de Defensa Pakistán-Afganistán (posteriormente conocida como Consejo de Defensa de Pakistán) ; sin embargo, fue con la formación del MMA en 2001, la primera vez en que una coalición de este tipo ingresara al proceso electoral.
En las elecciones generales de 2002, y a pesar de haber convocado manifestaciones masivas, mucho apoyo popular y haber dado discursos populistas, el MMA solo logró obtener 63 de los 342 escaños, mientras que el PPP obtuvo 94 escaños y el LMP-Q obtuvo 124 escaños, quienes estos últimos al ser mayoría, lograron elegir a Pervez Musharraf como Presidente de Pakistán. El MMA estaba conformado por los siguientes partidos políticos:
1. Jamiat Ulema-e-Pakistán (JUP): Partido político representante de la comunidad barelvi del país, siendo popular entre los musulmanes tradicionales y en las zonas rurales de Sind y Punyab.
2. Jamiat Ulema-e-Islam (JUI-F): Partido político clericalista liderado por Fazal-ur.Rehman, quien se hizo ampliamente conocido por su fuerte y vocal apoyo hacia Benazir Bhutto y el Partido del Pueblo Pakistaní durante la década de 1990. El JUI(F) era políticamente influyente, tenía posiciones más radicales y una corriente tradcional de pensamiento, siendo un partido atractivo entre clérigos, pastúnes y baluchis de Jaiber Pastunjuá y Baluchistán. Posteriormente el partido se integraría en el gobierno al mando del PPP entre 2008 y 2013.
3. Jamat-e-Islami (JI): Partido político que profesa el pensamiento del Abul Ala Maududi, líder panislamista proveniente de las zonas rurales de Karachi, cuyas ideas fueron influyentes durante la dictadura de Muhammad Zia ul-Haq, en su proyecto de islamizar Pakistán. A pesar de ser un partido intransigente, gran parte de éste permaneció activo en el MMA, pero no tuvo mucha influencia en los cambios políticos dentro de la coalición. Históricamente, posee vínculos y apoyo extranjero desde Arabia Saudita, Irán, Turquía, Afganistán, Sri Lanka, Sudán y Egipto.
4. Tehrik-e-Jafaria Pakistán (TJP): Partido político chiita y ultraconservador, liderado por el ulema Allama Syed Sajid Ali Naqvi. Cumplió un rol crucial en la unión de las masas chiitas, para que ofrecieran su apoyo al MMA. Históricamente, posee vínculos y apoyo extranjero de Irán.
5. Jamiat Ahle Hadith (mJAH): A pesar de que es un movimiento misionero salafista, el JAH deriva del movimiento Ahl-al-Hadith.
6. Grupo Sami ul Haq: Partido político que representa a la comunidad deobandi, y es seguidora de la ideología talibán.

## Ascenso al poder
El crecimiento del MMA puede atribuirse al contexto político específico durante las elecciones generales de 2002, debido a la importancia geopolítica de la región tras la invasión de Afganistán, las relaciones cívico-militares, y la amenaza hacia la religión bajo un gobierno secular. Previo a las elecciones de 2002, el PPP y el PML-N se vieron fuertemente debilitados, cuando principales dirigentes de sus partidos fueron acusados de corrupción durante el régimen militar de Pervez Musharraf, y por lo tanto, bajo la Ordenanza del Marco Legal (OML), fueron inhabilitados para ocupar cargos políticos.
Además, el gobierno eximió al MMA de su conducta estándar de campaña, por su uso de altavoces, manifestaciones callejeras, y una retórica inflamatoria antigubernamental que no fue rechazada por el gobierno.
Otra forma de asistencia del gobierno provino en la revisión del 8° artículo de la Constitución de Pakistán, donde una cláusula de graduación requería títulos de universidades acreditadas, las cuales incluían madrasas afiliadas a JI y a JIU-F. para que pudieran participar en el proceso electoral.  Tal cláusula restringió la Asamblea Nacional en sus fortalezas en Jaiber Pastunjuá y Baluchistán, por lo que favoreció al MMA.
Sin embargo, además de que los militares han priorizado y entregado concesiones al MMA en su ascenso a la legitimidad, el pragmatismo ideológico como estrategia de campaña elevó la coalición de estos cinco partidos políticos en las principales instituciones políticas del país. Debido a la naturaleza inestable del PPP y el LMP-N, el MMA se benefició de la ''bancarrota ideológica'', monopolizando el sentimiento de la opinión pública hacia la intervención estadounidense en Afganistán. Además, en la población, el MMA mantuvo su confrontación y oposición hacia el Presidente Musharraf por su asociación con Estados Unidos, por promover la ''moderación ilustrada'', y su rechazo a quitarse su uniforme a pesar de haber prometido varias veces en que lo iba a hacer. La agenda política del MMA destacaba por sus tendencias de corte nacionalista y populistas, al tiempo que obstaculizaba sus retórica religiosa. Previo a las elecciones generales de 2002, el MMA elaboró un manifiesto de 15 puntos a cumplir:
1. Revivir el temor de Alá, el afecto hacia el Profeta islámico Mahoma, y servir a la gente con particular énfasis hacia los funcionarios de gobierno y los miembros del gabinete.
2. Hacer de Pakistán un estado de bienestar islámico, para garantizar la justicia para el pueblo y erradicar la corrupción.
3. Garantizar la provisión de pan, ropa, vivienda, educación, trabajo y gastos de matrimonio para todos los ciudadanos.
4. Proteger los derechos humanos básicos (vida, propiedad y honor) de los ciudadanos.
5. Crear un sistema económico independiente, justo y humano, donde los ciudadanos tendrán oportunidades para trabajos 'halal' (legales), negocios e inversiones.
6. Garantizar una justicia rápida y uniforme para todos los ciudadanos, desde el Presidente hasta un laico.
7. Desarrollar un sistema policial temeroso de Alá, asistente, valiente y protector.
8. Conseguir que toda la sociedad esté alfabetizada en un plazo de diez años, para que todos puedan conocer sus propios derechos y responsabilidades.
9. Garantizar una educación obligatoria y gratuita hasta la matriculación (educación secundaria), y proporcionar oportunidades hacia estudiantes meritorios y académicos para una educación superior.
10. Proteger los derechos de las mujeres garantizados por el islam, y la restauración de su honor y prestigio.
11. Abolir todos los sistemas feudales nuevos y crónicos, con la confiscación de riquezas ilegales y su posterior distribución entre los pobres.
12. Proporcionar tierras a los campesinos y granjeros para su subsistencia, y garantizar precios razonables para sus productos.
13. Proteger la autonomía provincial y los gobiernos de distrito, cuidando las áreas y clases atrasadas, y tomar medidas especiales para equipararlas con áreas desarrolladas.
14. Liberar al país y su pueblo de las fuerzas imperialistas y sus agentes extranjeros.
15. Extender el apoyo y ayuda moral, político y diplomático para todos los oprimidos, con particular énfasis hacia los cachemires, palestinos, afganos, y chechenos.

El manifiesto del MMA se basa en grandes promesas hacia los servicios sociales, la erradicación del imperialismo extranjero, extinguir la corrupción y ejercer justicias, al tiempo que destaca las luchas locales e internacionales para una mayor autonomía. A pesar de que la implementación de la Sharia y la segregación de género fueron piedras angulares dentro de la ideología del MMA, tales objetivos fueron vagos y rara vez mencionados durante la campaña electoral. Además, su relativa pasividad contra el entonces régimen de Musharraf ayudó a la causa del partido, como la excepción en las restricciones para realizar manifestaciones públicas y el registro de madrasas.
Dichas estrategias políticas funcionaron para el MMA en Baluchistán y Jaiber Pastunjuá. Debido a la fragmentación de los nacionalistas baluchis tras la retirada de los soviéticos de la región y su incapacidad de condenar la invasión estadounidense en Aganistán, las autoridades de la región fueron considerados como simpatizantes de Musharraf. En Jaiber Pastunjuá, el MMA obtuvo un significativo apoyo, debido a la gran cantidad de población pastún, quienes apoyaban las políticas antiimperialistas del MMA. La coalición conformaba un gran números de militantes pertenecientes a la etnia pastún, y por lo tanto, fue activas la organización de manifestaciones contra la difícil situación de los pastunes afganos bajo asedio.  En Sind, el MMA consiguió apoyo popular, obteniendo cinco de los veinte escaños de la Asamblea Nacional de Sind, mediante ataques hacia el partido gobernante, el Movimiento Muttahida Qaumi (MQM). Destacando su historia de extorsión y falta de progreso en las preocupaciones sociales, el MMA reunió las masas a través de su red de madrasas, para expresar su posición y obtener votos para el día de las elecciones.
A través del uso de numerosas concesiones entregados por el régimen militar, tomando ventaja ante la debilidad pública e ideológica de los partidos gobernantes, y de la politización de la invasión afgana, el MMA logró obtener el 11% de los votos, ganando 63 de los 343 escaños en la Asamblea Nacional. Dado las condiciones de las elecciones, que fueron limitada y no del todo libreas ante la atenta mirada del régimen militar, el ascenso del MMA no pareció ser una sorpresa. Sin embargo, en los siguientes años, previo a las elecciones generales de 2008, el MMA estuvo más expuesta al pública, y se hacía públicamente responsable de sus acciones.

## Colapso del MMA
El éxito del MMA en Jaiber Pastunjuá, Baluchistán, y en la ciudad de Karachi fueron eventos transitorios, ya que la coalición se dividió en las elecciones generales de 2005, llegando a su colapso definitivo durante las elecciones generales de 2008.
A lo largo de los años, comenzó a crecer el rechazo público hacia el MMA y se encontró en una situación complicada en su competencia con la Alianza por la Restauración de la Democracia (conformada por el PPP y la LMP-N), la cual era más influyente y con mayores recursos. Aunque la relación entre los militares y el MMA es pertinente a la disgregación de la coalición, el destino del MMA puede atribuirse con mayor precisión a su relación con otras instituciones seculares, casos de corrupción individual y organizacional, y la competencia entre partidos políticos islamistas. Las acciones del MMA mientras prestaba servicios al gobierno evidenciaban las fisuras ideológicas dentro de la coalición, su insuficiencia para legislar y cumplir promesas de campaña, y su analfabetismo en la política real. Con tales deficiencias expuestas mientras ejercían sus cargos públicos en las instituciones democráticas de Pakistán, el MMA fue evaluado sobre la base de su desempeño, y recibió un predecible rechazo y pérdida electoral en las próximas elecciones nacionales y provinciales.

## Restauración
La restauración del MMA tomó lugar el 9 de noviembre de 2017, en un segundo encuentro realizado en el barrio de Mansoorah, Lahore en la presencia de cinco partidos islámicos: JUI-F, JI, mJAH, Tehrik-e-Jafaria (TJP) y JUP, entre otros partidos religiosos. El anuncio formal fue realizado el 14 de diciembre de 2017 en Karachi, donde el MMA volvió a establecerse como coalición.
En marzo de 2018, Fazal-ur-Rehman comenzó a liderar la coalición. Para las elecciones generales de 2018, la coalición había anunciado que iban a tener un símbolo electoral, una bandera, y una manifiesto para la campaña.
En las elecciones generales de 2018, el MMA obtuvo el 4,85% de los votos, ganando 15 de los 342 escaños de la Asamblea Nacional de Pakistán

## Historial electoral

### Asamblea Nacional de Pakistán
| Año  | Votos     | %    | Escaños |
| ---- | --------- | ---- | ------- |
| 2002 | 3 335 643 | 11,4 | 63/342  |
| 2008 | 766 240   | 2,2  | 8/341   |
| 2018 | 2 573 939 | 4,9  | 15/342  |